# Willem II in het seizoen 1970/71
Het seizoen 1970/1971 was het 17e jaar in het bestaan van de Tilburgse betaaldvoetbalclub Willem II. De club kwam uit in de Nederlandse Eerste divisie en eindigde daarin op de 14e plaats. Tevens deed de club mee aan het toernooi om de KNVB Beker, hierin werd in de tweede ronde verloren van SC Cambuur (2–4).

## Wedstrijdstatistieken

### Eerste divisie
|       | Blauw-Wit | FC Den Bosch '67 | SC Cambuur | D.F.C | Fortuna SC | De Graafschap | GVAV  | Heerenveen | Helmond Sport | Heracles | HVC   | SVV   | Veendam | Vitesse | Wageningen |
| ----- | --------- | ---------------- | ---------- | ----- | ---------- | ------------- | ----- | ---------- | ------------- | -------- | ----- | ----- | ------- | ------- | ---------- |
| Thuis | 1 – 1     | 0 – 1            | 0 – 2      | 1 – 2 | 0 – 0      | 2 – 1         | 0 – 1 | 3 – 0      | 2 – 1         | 1 – 4    | 1 – 1 | 1 – 1 | 1 – 0   | 3 – 1   | 2 – 0      |
| Uit   | 4 – 0     | 5 – 0            | 1 – 0      | 2 – 1 | 0 – 1      | 2 – 0         | 5 – 0 | 3 – 0      | 0 – 0         | 1 – 1    | 2 – 2 | 0 – 0 | 1 – 2   | 3 – 0   | 4 – 2      |

### KNVB beker
| 1e ronde                                                | Willem II                                                                        | 1 – 0 (0 – 0) | PEC                                              |
| 16 augustus 1970 Plaats: Tilburg Gemeentelijk Sportpark | Harrie Hilverts 85'                                                              |               |                                                  |
| 2e ronde                                                | SC Cambuur                                                                       | 4 – 2 (1 – 0) | Willem II                                        |
| 8 november 1970 Plaats: Leeuwarden Cambuurstadion       | Henk de Groot 5' Gerrie de Jonge 53' Gerard Lippold 54' (pen.) Henny Weering 88' |               | 62' (pen.) Bertus van den Oever 90' Gerard Laros |

## Statistieken Willem II 1970/1971

### Eindstand Willem II in de Nederlandse Eerste divisie 1970 / 1971
| Stand | Gespeeld | Gewonnen | Gelijk | Verloren | Punten | Doelpunten voor | Doelpunten tegen |
| ----- | -------- | -------- | ------ | -------- | ------ | --------------- | ---------------- |
| 14e   | 30       | 8        | 8      | 14       | 24     | 27              | 49               |

### Topscorers
| #                 | Naam                 | Goal |
| ----------------- | -------------------- | ---- |
| 1.                | Louis de Puyt        | 6    |
| 2.                | Piet Timmermans      | 5    |
| 3.                | Dom Hakkens          | 4    |
| 3.                | Harrie Hilverts      | 4    |
| 5.                | Henk van Berlo       | 2    |
| 5.                | Don van Riel         | 2    |
| 7.                | Bertus van den Oever | 1    |
| 7.                | Henk Vriens          | 1    |
| 7.                | Gerard Wielaert      | 1    |
| Onbekend doelpunt |                      |      |
| –                 | Onbekend             | 1    |
| Totaal            | Totaal               | 27   |

| #      | Naam                 | Goal |
| ------ | -------------------- | ---- |
| 1.     | Harrie Hilverts      | 1    |
| 1.     | Gerard Laros         | 1    |
| 1.     | Bertus van den Oever | 1    |
| Totaal | Totaal               | 3    |